# Island Saddle
Der Island Saddle ist ein Pass im Norden der Neuseeländischen Alpen auf der Südinsel Neuseelands.

## Geographie
Der Sattel liegt in der Crimea Range zwischen dem westlich gelegenen 1825 m hohen Mount Maling und dem östlich gelegenen 1937 m hohen Mount Balaclava. Südlich fließt der Serpentine Creek, nördlich der Island Gully ab. Der Island Pass liegt etwa einen Kilometer in südsüdöstlicher Richtung und kann verwechselt werden.

## Verkehr
Von Norden aus Nelson über St. Arnaud kommend überquert die Wairau Hanmer Springs Hydro Road, die auch als Rainbow Road bekannt ist, den Island Saddle in Richtung Hanmer Springs. Die Straße gilt durch die Querung des Passes als höchste öffentliche Straße Neuseelands.